# Młyniska (Dobry Lasek)
Młyniska (dawniej niem. Mlinisken) – część wsi Dobry Lasek w Polsce, położona w województwie warmińsko-mazurskim, w powiecie mrągowskim, w gminie Piecki.
W latach 1975–1998 Młyniska administracyjnie należały do województwa olsztyńskiego.

## Historia
Powstała jako osada około 1820 r. na terenie lasów państwowych. W 1838 w osadzie było 7 domów z 36 mieszkańcami. W 1874 r. osada została wyłączona spod administracji leśnej i przyłączono do Dobrego Lasku. 
W 1938 r. ówczesne władze niemieckie, w ramach akcji germanizacyjnej, zmieniły nazwę osady z Mlinisken na Meiler.
W 1973 r. osada należała do sołectwa Dobry Lasek.